# Gijsbert IV van Bronckhorst

Stamwapen van de heren van Bronkhorst

Gijsbert IV van Bronkhorst (1275-1317), ridder, heer van Bronkhorst en heer van Rekem, drost van Over Rijn) was de zoon van Willem II van Bronckhorst en Ermgard van Randerode.
Hij trouwde ca. 1290 met Elisabeth van Steinfurt (1275-1347). Zij was de dochter van Boudewijn van Steinfurt (1250-1318) en Elisabeth van Lippe (1250-1316). Elisabeth werd, na het overlijden van haar man, abdis in het klooster ter Hunnepe.
Uit het huwelijk van Elisabeth en Gijsbert zijn de volgende kinderen geboren:
- Willem III van Bronckhorst
- Boudewijn van Bronkhorst (ovl. 1316), domkanunnik in Utrecht
- Gijsbert van Bronkhorst de Oude